# 日本のピザ
日本のピザ（にほんのピザ、Pizza in Japan）では、日本におけるピザについて解説する。
今日の日本においては、ピザはレストランやデリバリー（宅配ピザ）、スーパーマーケットといったあらゆるところで購入することができる人気料理となっている。

## 日本独特のピザ
日本のピザは、日本人の味覚に合わせて開発されたものが多い。日本料理には新鮮な魚介類を使用する料理も多く、シーフードはピザにも応用されている。さらには日本料理だけではなく、世界各国の料理からインスピレーションを受けて、ピザが開発されている。
照り焼きチキンとマヨネーズ
チキンは世界各国でピザの人気トッピングとなっている。
甘辛い醤油味のチキンに、マヨネーズ、コーンを乗せ、千切りの海苔が加えられる事が多い。
マヨネーズ
日本ではマヨラーと称されるほどのマヨネーズ愛好家がおり、上述の照り焼きチキン・マヨネーズ以外にもマヨポテトやマヨコーンといったマヨネーズとの組み合わせは、日本のピザの定番となっている。
ポテト、コーン
ポテトやトウモロコシは世界ではありふれた食材であるが、どちらもアメリカ合衆国ではピザのトッピングとしてはまず選ばれない具材である。
イカスミ
トマトソース、イカスミ、イカを組み合わせるピザ。
イカスミそのものは、イタリア料理のイカスミスパゲッティ、スペイン料理のアロス・ネグロなど日本料理以外でも使用されている。
納豆
納豆は日本人でも好き嫌いの分かれる食材であり、独特の臭みから日本人以外でも苦手な人が多い。
チャーシュー
チャーシューそのものは中華料理が発祥であるが、日本式中華料理によく使われる食材であり、ピザへの使用も例外ではない。
明太子
明太子はそのままで食べられることもあり、寿司やたらこスパゲッティにも利用されている。
ラーメン
ラーメンもまた日本で好まれる料理であるが、これをトッピングに使うことがある。上記のチャーシューもラーメンの具としてよく使用されているものであるため、ピザのトッピングにも使用されている。
ピザトーストは日本で考案され、食パンの上にソーセージやチーズなどの基本的なピザの具材を乗せ、ピザ風に味付けした後にトーストするものである。

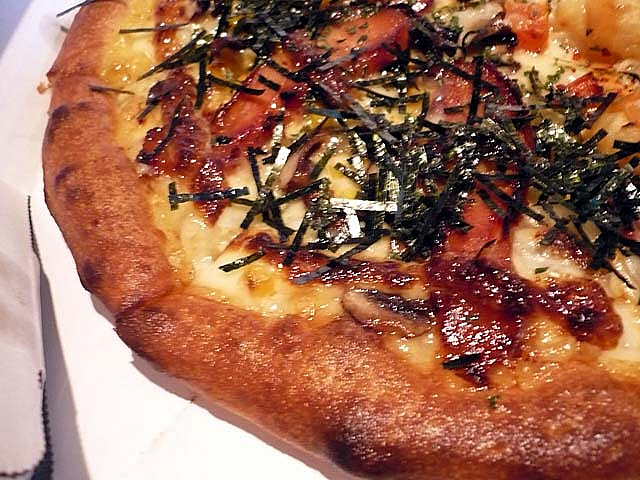
日本の照り焼きチキンピザ
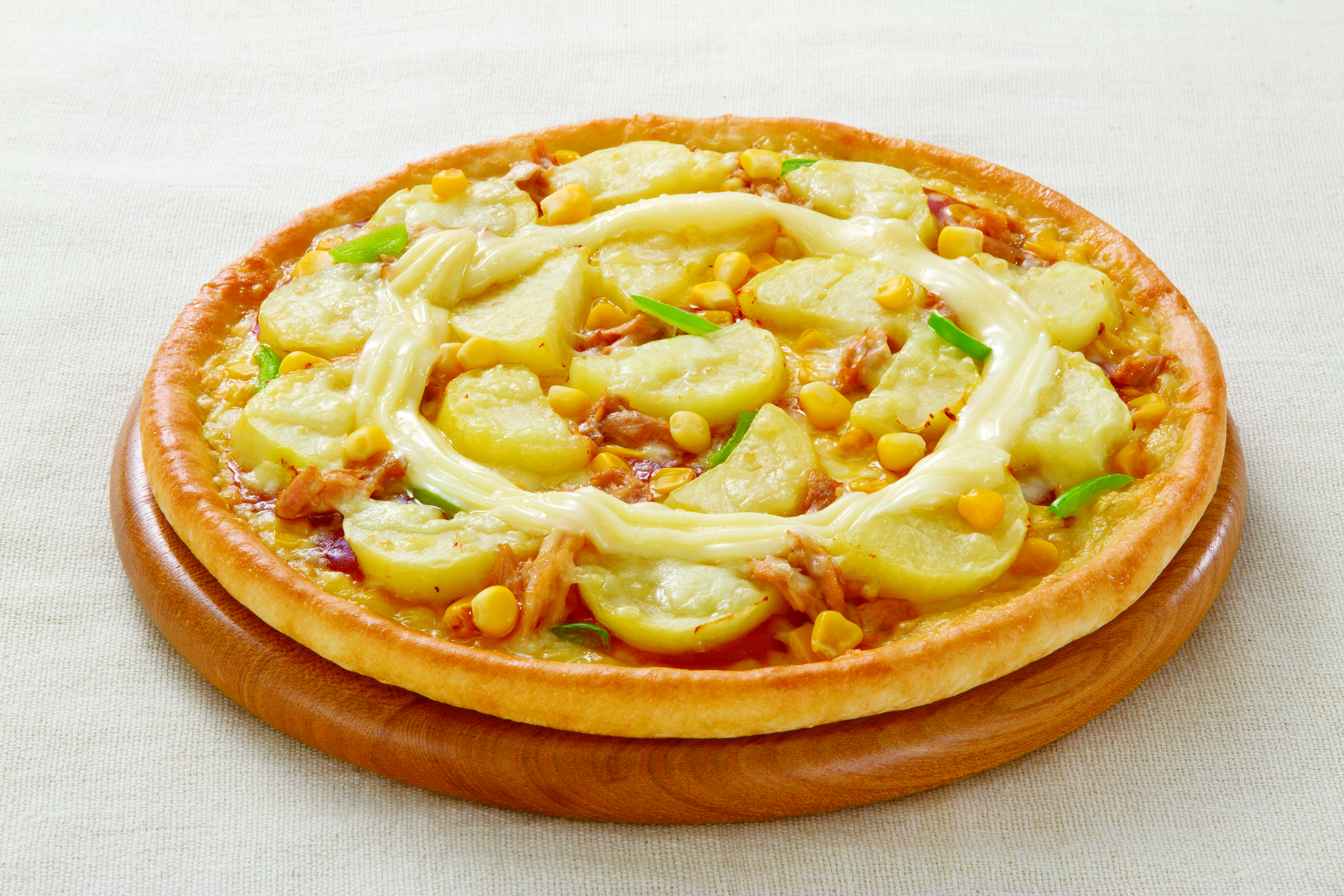
ジャガイモ、ツナ、コーン、マヨネーズ、オニオン、ピーマンの「カントリー男爵」（テンフォー）
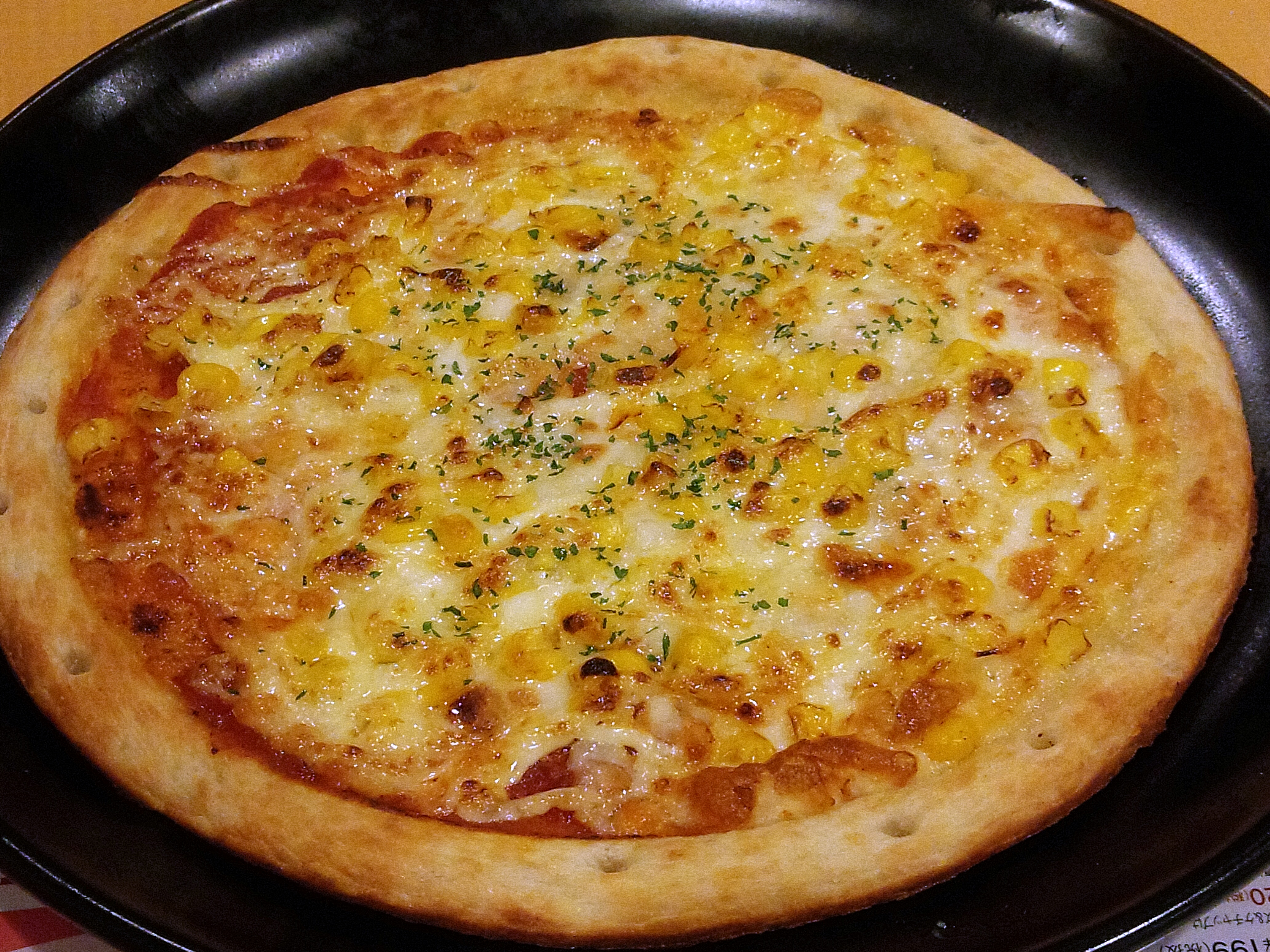
マヨネーズ、コーンの「マヨコーンピザ」（ガスト、2015年）

## 歴史
日本で初めてのピザについては、諸説あるが兵庫県神戸市のイタリアンレストランで1944年に提供されたとする説が有力である。また、第二次世界大戦後まもなく宝塚市で開業したイタリアンレストラン「アベーラ」が日本で初めてピザを提供したとする説、第二次世界大戦中に神戸市にたどりついたイタリア海軍船の乗組員2人が、ピザを焼いたのが日本初という説もある。
日本初のピッツェリアは、1954年に東京都六本木で開業した「ニコラス」とされる。ニコラスは昭和30年代に最先端のおしゃれな店として、流行に敏感な当時の若者たちの人気を集め、明仁皇太子（当時）が、婚約中の正田美智子と共に来店したこともあった。なお、ニコラス六本木店は、2020年東京オリンピックに向けた都市開発のため、2018年に閉店している。
ジェー・アンド・シー・カンパニー（現・デルソーレ）が1964年11月に設立され、アメリカ合衆国から冷凍ピザクラストの輸入販売を開始し、翌1965年には日本で初めてとなるピザ工場を東京都目黒区に開設した。
上述のニコラスといった有名店はあったが、当時の日本ではオーブンやオーブントースターも一般家庭には普及していない時代であったため、ピザは家庭用としてではなく、業務用として限られた人たちだけが知っている料理であった。1960年代にはピザを「西洋風お好み焼き」とする表現もあった。また、ピザを焼くのに専門的な設備が必要であったことから、ピッツェリアの数は増えず、ピザ文化はなかなか日本には浸透しなかった。
1970年代に入ると、ファミリーレストランのチェーン店が登場し、ロイヤルホストをはじめとした各チェーンで「アメリカ風メニュー」の1つとしてピザが提供されるようになり人気メニューとなった。外食でのピザ人気が高まり、オーブントースターが一般家庭へ普及したことで、冷凍食品のピザや1960年代に日本で考案されたピザトーストなどが家庭で親しまれるメニューとなっていった。1973年にはアメリカ系のピッツェリアが複数上陸し、ピザハットが茗荷谷に、シェーキーズが赤坂に、それぞれ第1号店を開業した。

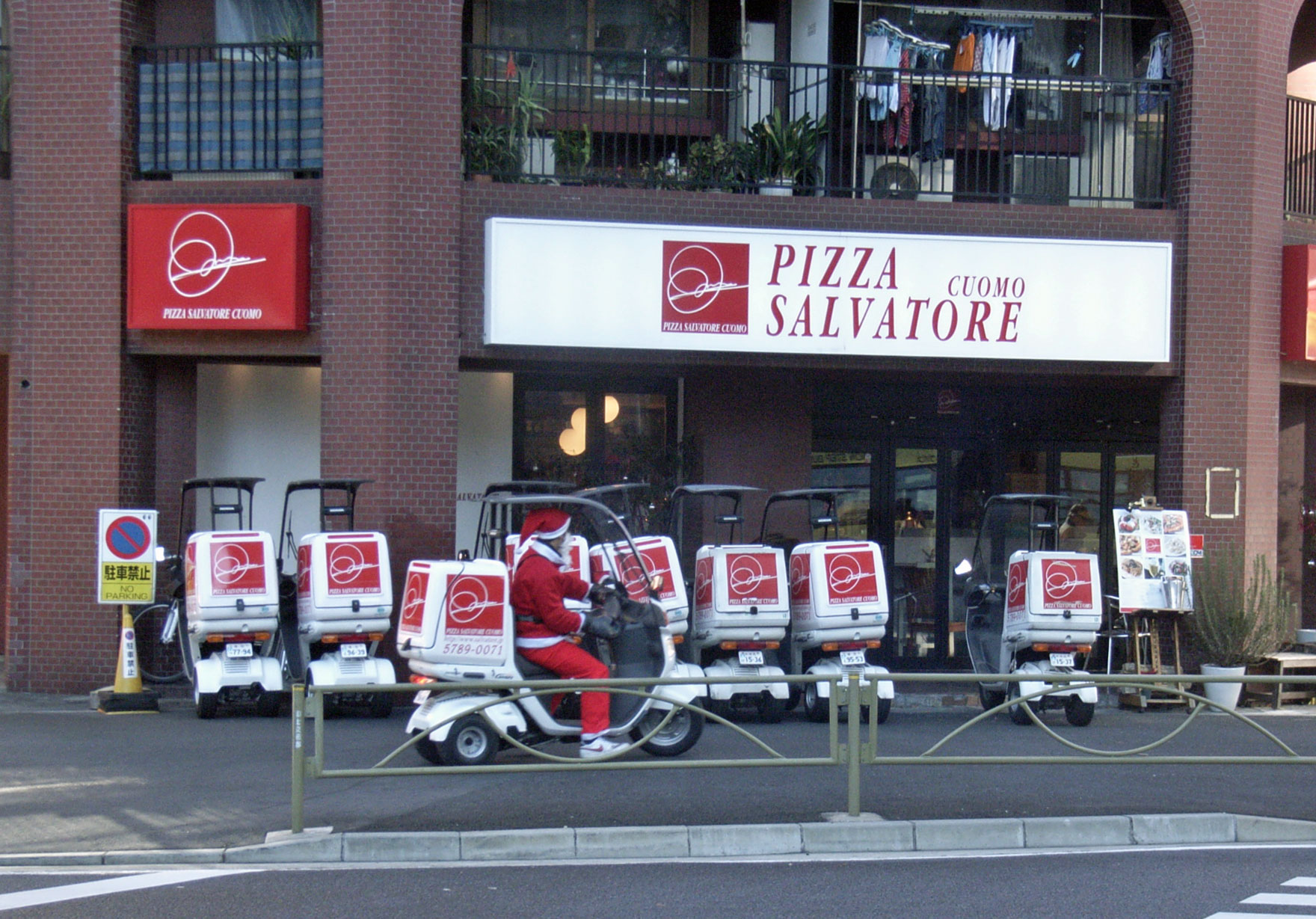
サルヴァトーレ・クオモ&バー・白金台（2008年）

1985年にはアメリカの大手チェーンドミノ・ピザが進出し、恵比寿に第1号店を開業。日本初となる宅配ピザのチェーン店となり、家庭でも気軽に大きなサイズのピザを楽しめるようになった。その2年後の1987年には国内資本の宅配ピザチェーンピザーラが目白に第1号店を開業した。
1990年代に入ると日本ではイタ飯ブームが起こり、イタリアのピッツァも紹介されて知られるようになった。それまで日本のピザはアメリカ風のものが主体であったが、1995年にサルヴァトーレ・クオモが「サルヴァトーレ」を、柿沼進が「サヴォイ」を東京都中目黒に開業し、本格的なナポリピッツァの提供を始めた。本格的なナポリピッツァを焼くには、摂氏400度以上の温度を保てる薪窯が必要なのだが、この窯が日本に無かったことはナポリピッツァの普及が日本で著しく遅れた原因でもある。
2006年9月には真のナポリピッツァ協会日本支部が設立される。

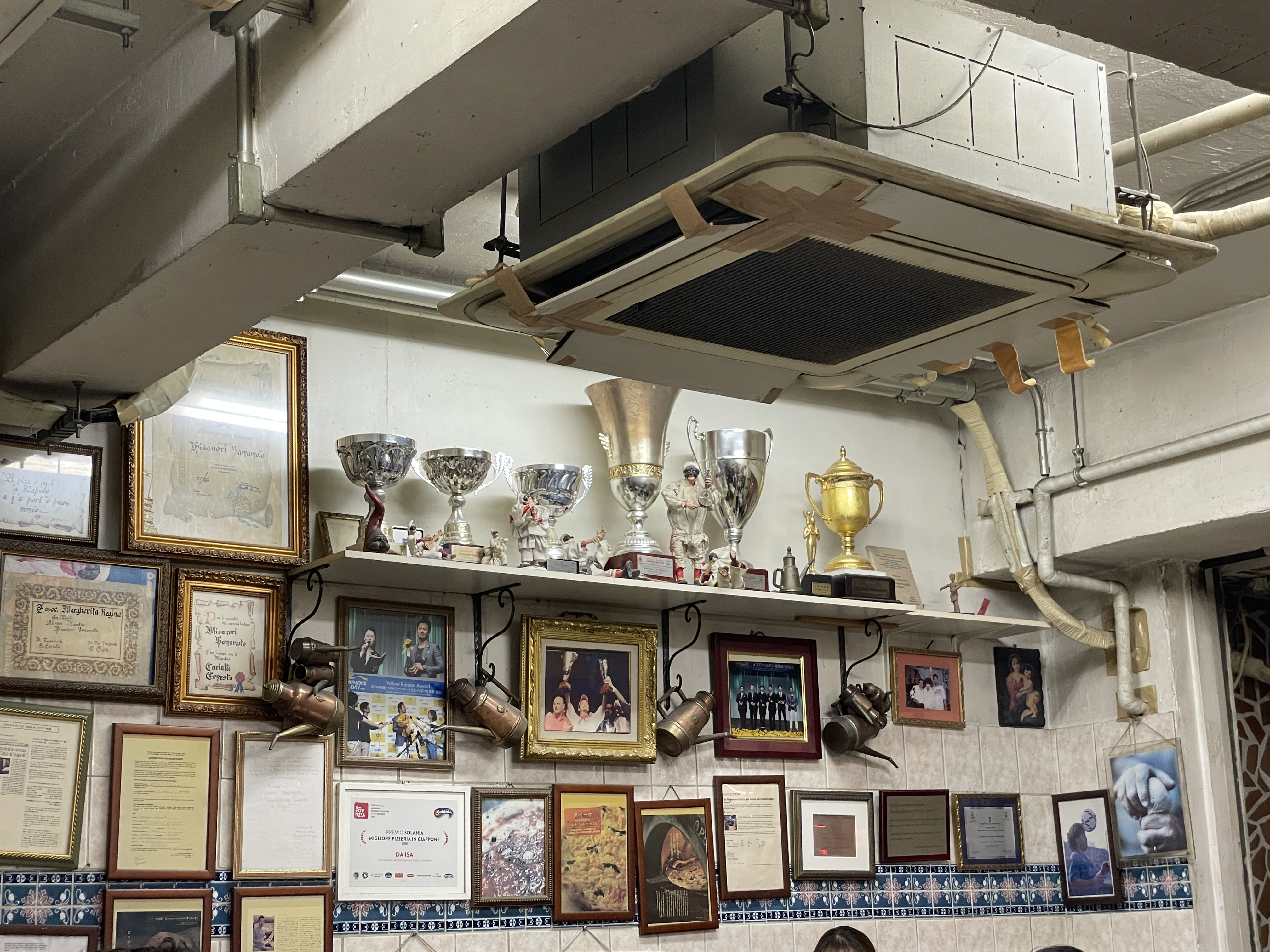
「ダ・イーサ」店内（2024年）

2007年、山本尚徳がナポリで開催される「世界ピッツァ選手権」で、日本人ピッツァ職人として初めて優勝した。、翌2008年大会でも山本は優勝し、史上初の2年連続優勝を果たした。山本は2010年2月に山手通り沿いに「ダ・イーサ」を開業する。「ダ・イーサ」は、日本でのナポリピッツァ・ブームの火付け役になった。2011年には東京都内で個性的なピッツェリアのオープンが相次ぎ、2012年1月に恵比寿駅東口近くに、ナポリ旧市街で1870年から営業をつづける老舗ピッツェリア「ダ・ミケーレ」が、イタリア国内を含めて初となる支店を出店した。奇しくも「ダ・ミケーレ」日本支店の向かいにはドミノ・ピザ1号店がある。